# Krasków (Kluczbork)
Krasków (deutsch Kraskau, 1936–1945 Grasenau) ist ein Ort der Gmina Kluczbork in der Woiwodschaft Opole in Polen.

## Geographie

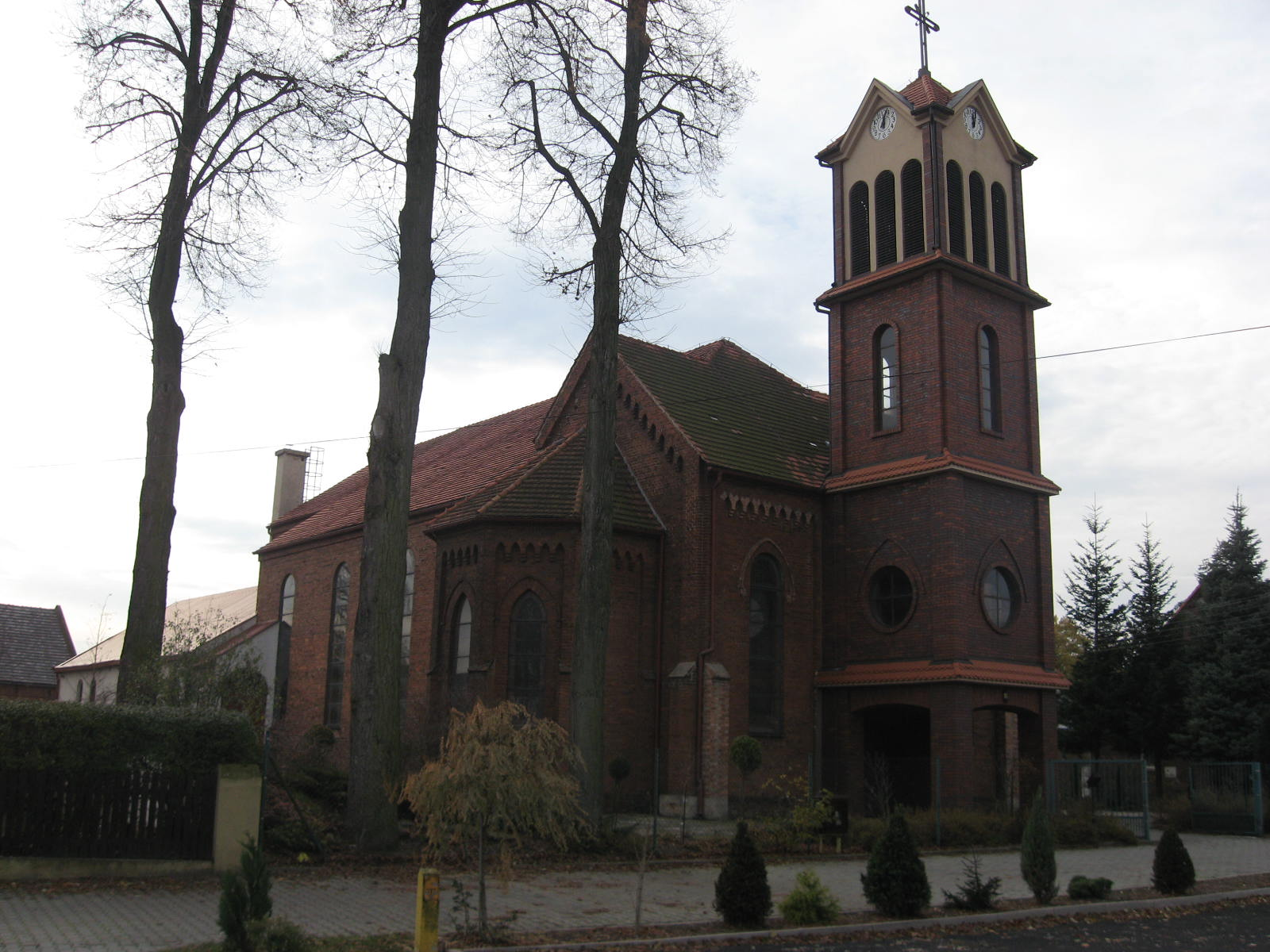
St.-Hedwigs-Kirche

Krasków liegt im nordwestlichen Teil Oberschlesiens im Kreuzburger Land. Krasków liegt rund zwei Kilometer westlich vom Gemeindesitz Kluczbork und etwa 45 Kilometer nordöstlich der Woiwodschaftshauptstadt Oppeln.
Krasków liegt am Stober.
Nachbarorte von Krasków sind im Norden Ligota Dolna (Nieder Ellguth), im Osten der Gemeindesitz Kluczbork (Kreuzburg O.S.), im Süden Borkowice (Borkowitz) und im Westen Bogacica (Bodland). 
Südlich des Dorfes liegt die zu Krasków gehörende Krasków-Kolonia (Kolonie Kraskau).

## Geschichte
Das Dorf wird 1397 erstmals als Craskow erwähnt. 1534 erfolgte eine Erwähnung als Kraschkow.
1845 befanden sich im Dorf ein Schloss, ein Vorwerk, eine Schäferei sowie weitere 112 Häuser. Im gleichen Jahr lebten in Kraskau 783 Menschen, davon 90 evangelisch und 51 jüdisch. 1872 wurde in Kraskau eine katholische Kapelle erbaut. 1874 wird der Amtsbezirk Kraskau-Neuhof gegründet, zu dem Kraskau eingegliedert wird.
1925 lebten in Kraskau 1156 Menschen. 1932 begannen die Bauarbeiten zur Erweiterung der katholischen Kirche in Kraskau. 1933 lebten in Kraskau 1085 Menschen. Am 27. April 1936 erfolgte die Umbenennung des Dorfes in Grasenau. Am 1. April 1939 wurde Grasenau in die Landgemeinde Bodland eingemeindet. Bis 1945 gehörte das Dorf zum Landkreis Rosenberg O.S.
Als Folge des Zweiten Weltkriegs fiel Grasenau 1945 wie der größte Teil Schlesiens unter polnische Verwaltung. Nachfolgend wurde der Ort in Krasków umbenannt und der Woiwodschaft Schlesien angeschlossen. 1950 wurde es der Woiwodschaft Oppeln eingegliedert. 1999 kam der Ort zum neu gegründeten Powiat Kluczborski (Kreis Kreuzburg).

## Sehenswürdigkeiten
- Die Kirche St. Hedwig entstand 1872 zunächst als Kapelle. 1932 begannen die Bauarbeiten zur Erweiterung des Gotteshauses, welche 1942 beendet werden konnten. 2003 wurde der Kirchturm erbaut.[3]
- Jüdischer Friedhof – an der Straße nach Bogacica gelegen

## In Krasków geborene Persönlichkeiten
- Herbert Wohlert (1928–2019), deutscher Gebrauchsgrafiker und Illustrator